# Associação Latino-Americana e do Caribe de Direito e Economia
A Associação Latino-Americana e do Caribe de Direito e Economia(em inglês: Latin American and Iberian Law and Economics Association), também conhecida pelo acrônimo ALACDE, é uma fundação, fundada em 1995 e dedicada a reunir anualmente os latino-americanos interessados em análise econômica do direito. Tem como missão o desenvolvimento da aplicação da economia ao direito. O atual presidente da organização é o professor Rubén Méndez Reátegui, do Peru. O novo site deles é: https://asociacionalacde.org/
La Asociación Latinoamericana y del Caribe de Derecho y Economía, también conocida por las siglas ALACDE, actualmente funciona como una fundación. El inicio de sus actividades fue en 1995 y en parte se encuentra dedicada a reunir anualmente a personas interesadas en el análisis económico del derecho. Su misión es desarrollar la aplicación de la economía al derecho. El actual presidente del organismo es el profesor Rubén Méndez Reátegui de Perú. Su nueva página web es: https://asociacionalacde.org/

## As conferências anuais
Cada ano ALACDE celebra conferências onde se reunem pesquisadores de prestígio internacional com o fim de debatir os avances teoricos e empiricos do analise económico do direito. Estas conferências configuram a principal atividade da organização, e tem sido feitas em toda a America Latina e Iberoamerica. La reunião de 2014 tuvo sede na Universidade Francisco Marroquín de Guatemala. A próxima reunião (ALACDE XXVIII, 2025) será realizada em Santiago do Chile. Ver:
Cada año ALACDE realiza congresos donde investigadores de renombre internacional se reúnen para debatir avances teóricos y empíricos en el análisis económico del derecho. Estas conferencias constituye una de las principales actividades de la organización, y se han realizado en toda América Latina e Iberoamérica. El encuentro de 2014 se llevó a cabo en la Universidad Francisco Marroquín de Guatemala. La próxima reunión (ALACDE XXVIII, 2025) se realizará en Santiago del Chile. Ver: https://asociacionalacde.org/alacde-xxviii/

### Listado de conferências
- 1º Conferência na Cidade do México, México | 1995
- 2º Conferência em Buenos Aires, Argentina | 1996
- 3º Conferência em Caracas, Venezuela | 1997
- 4º Conferência em Quito, Ecuador | 1998
- 5º Conferência em Bogotá, Colombia | 1999
- 6º Conferência na Cidade do México, México | 2000 (Cancelado)
- 7º Conferência em Santiago, Chile | 2002
- 8º Conferência em Lima, Perú | 2004
- 9º Conferência em Berkeley, Califórnia | 2005
- 10º Conferência em Buenos Aires, Argentina | 2006
- 11º Conferência em Brasília, Brasil | 2007
- 12º Conferência em Cidade do México, México | 2008
- 13º Conferência em Barcelona, España | 2009
- 14º Conferência em San Salvador, El Salvador | 2010
- 15º Conferência em Bogotá, Colombia | 2011
- 16° Conferência em Lima, Perú | 2012
- 17° Conferência em Rio de Janeiro, Brasil | 2013
- 25° Conferência em Quito, Ecuador  | 2022
- 26° Conferência em Bogotá - Cali, Colombia  | 2023
- 27° Conferência em Santiago de Guayaquil, Ecuador  | 2024
- 28° Conferência em Santiago de Chile, Chile  | 2025

REFERENCIAS
IMPORTANTE:  https://asociacionalacde.org/alacde-xxviii/
- "Renan destaca a importância do tema debatido no fórum da Alacde", Interlegis
- "Analizan delincuencia y Reforma Procesal Penal en conferencia de DuocUC", Universia, Sección Noticias
- "Esquizofrenia jurídica: El Alacde y el análisis económico del derecho en el Perú" Semana Económica, Perú
- "Alan y la corrupción: tan lejos y tan cerca",Semana Económica, Perú
- "X Conferencia ALACDE sobre Derecho y Economía". Web oficial de la Facultad de Derecho de la Universidad de Buenos Aires
- "Hugo A. Acciarri, nuevo Presidente de ALACDE" Web Oficial del Departamento de Derecho de la Universidad Nacional del Sur
- "Profesor de Escuela de Derecho UV expondrá en XVI versión de Alacde en Lima, Perú" (Web oficial de laUniversidad de Valparaiso,Chile).
- “¿ Qué es ALACDE ?”, Web Oficial de la  Universidad San Martín de Porres, Perú.
- Web oficial de la 18ª Conferencia Anual de la Asociación Latinoamericana e Ibérica de Derecho y Economía (ALACDE) , Universidad Francisco Marroquín, Guatemala.